# Mopa-mopa
El arte Mopa-mopa es originario del sur de Colombia. Es una técnica desarrollada por los indios Quillacingas y se cree que tiene aproximadamente 2000 años de existencia. El primer relato escrito proviene de los conquistadores españoles a su llegada al territorio Quillacinga. Hernán Pérez de Quesada en 1543 fue el primero en dar noticias del arte mopa-mopa. En 1.626 se hace referencia a los artículos decorado con esta técnica realizada en Villa de Timaná. En el siglo XVIII el Fraile Juan de Santa Gertrudis dice que: " a mano izquierda de Junguillas es que cría el árbol del mopa-mopa. Los indios toman unas pepitas que son fruto de ese árbol y con ellas componen y embarnizan la loza de madera con tal primor que se asemejan a la loza china"[cita requerida]. El científico Alexander van Humboldt a principios del siglo XIX escribe el primer informe  sobre el arte mopa-mopa. Describe toda la técnica y la procedencia de los colores vegetales usados.
- Datos: Q24960592